# Tournous-Darré
Tournous-Darré település Franciaországban, Hautes-Pyrénées megyében. Lakosainak száma 78 fő (2022. január 1.). Tournous-Darré Trie-sur-Baïse, Lustar, Puydarrieux, Sentous, Vidou és Villembits községekkel határos.

## Népesség
A település népessége az elmúlt években az alábbi módon változott:
| Lakosok száma | 82   | 83   | 86   | 87   | 89   | 92   | 87   | 83   | 78   |
|               | 2013 | 2015 | 2016 | 2017 | 2018 | 2019 | 2020 | 2021 | 2022 |